# Chloropteryx jalapata
Chloropteryx jalapata är en fjärilsart som beskrevs av Dyar 1916. Chloropteryx jalapata ingår i släktet Chloropteryx och familjen mätare. Inga underarter finns listade i Catalogue of Life.